# Тураев, Павел Николаевич
Павел Николаевич Тураев (род. 3 мая 1955, Москва) — советский и российский скульптор, член-корреспондент Российской академии художеств (2006), Заслуженный художник России (2011).

## Биография
Родился 3 мая 1955 года в Москве, где живёт и работает.
В 1973 году — окончил Московскую среднюю художественную школу.
В 1979 году — окончил Московский художественный институт имени В. И. Сурикова, мастерская скульптуры Президента Академии художеств Н. В. Томского — академика, профессора М. Ф. Бабурина.
С 1983 года — член Московского союза художников.
С 1984 года — член Союза художников СССР, России.
Член Объединения Московских скульпторов.
Член скульптурной комиссии Союза художников России, с 2006 года — член правления, председатель скульптурной комиссии Московского отделения Союза художников России.
В 2006 году — избран членом-корреспондентом, в 2021 году - академиком Российской академии художеств от Отделения скульптуры.

### Общественная позиция
В 2014 году подписал Коллективное обращение деятелей культуры Российской Федерации в поддержку политики Президента РФ В. В. Путина на Украине и в Крыму.

## Творческая деятельность
Основные монументальные произведения
- рельефы — «Строителям города Кирова» (1985, Киров), «Героическим защитникам Старой Русы» (1991, г. Старая Руса), аллея героев города Буй Костромской области (1989, г. Буй Костромской области);
- памятники — «Памяти павших в годы Великой Отечественной войны» (1990, г. Сальск), (г. Сочи), (г. Иваново), (г. Боровск);
- мемориальная доска Л.Жарковой (2015, Москва).

Основные станковые произведения
- скульптурные композиции — «Урожай» (1975, кипарис), «Творчество» (1979, бронза), «Фламенко» (1981, бронза, Германия), «Тамтам» (1980, керамика), серия «Рыбы» (1990—2012, керамика, бронза), «Купающийся мальчик» (1982, туф), «После бани» (1983, бронза), «Пашенька» (1983, фаянс), «Русская мадонна» (1986, шамот, Министерство культуры СССР), «Рыбачка Матвеевна» (1988, известняк, Сочинский художественный музей), «Певец Масловки. Народный художник России А. И. Морозов» (1992, бронза, Ивановский художественный музей), «Девочка — тинейджер» (2002), «Ева» (2004, керамика), «В сетях всемирной паутины» (2008), «Россия, вперед! -Пенальти» (2009, бронза), «Теннис» (2010, бронза), серия «Эдем» (2004—2014, керамика, бронза), «Новый Эдем» (2009, бронза), «Возвращение в Эдем» (2013, бронза), «Творчество — перезагрузка» (2009), «Сомнамбула»(2011—2012, керамика, бронза), «Бессонница» (2012, бронза), серия «Трансформация мифа» (2014—2020, керамика, бронза), «Королева льда» (2016—2017, керамика, бронза), «Крымский мост». (2018,керамика), «Метрострой» (2019, керамика), «Черное море моё» (2020, бронза), «А под Оршей снега» (Керамика, 2020);
- портреты — отца, хирурга Н. П. Тураева (1985, кипарис), молодого Б. Пастернака (2004, бронза), композитора В. Я. Шаинского (2006, бронза), итальянского мальчика (2009), серия портретов «Лицедеи» (2000-е, шамот, керамика, бронза) и другие.

Станковые произведения представлены в музейных и частных собраниях в России и за рубежом.
С 1977 года — участник московских, всероссийских, зарубежных и международных выставок.
В 2010, 2015, 2020 годах — прошли персональные выставки в залах Российской академии художеств.

## Награды
- Заслуженный художник Российской Федерации (29 декабря 2011) - за заслуги в области изобразительного искусства[1]
- Лауреат отечественных и зарубежных конкурсов по монументальному искусству